# الیزابت کرایست ترامپ
الیزابت کریست ترامپ (متولد الیزابت کریست; ۱۰ اکتبر ۱۸۸۰ – ۶ ژوئن ۱۹۶۶) یک زن تاجر آمریکایی متولد آلمان بود. او مادربزرگ پدری دونالد ترامپ می‌باشد. او در سال ۱۹۰۲ با فردریک ترامپ ازدواج کرد. زمانیکه مشغول بزرگ کردن سه فرزند خود بود، اولین شوهر از دنیا رفته او در سال ۱۹۱۸ به او به منظور حمایت از خانواده برای مدیریت املاکش نیاز پیدا کرد. بدین ترتیب او شرکت توسعه املاک الیزابت ترامپ و پسر را به همراه پسرش فرد تأسیس کرد. شرکتی که هم‌اکنون با نام سازمان ترامپ شناخته می‌شود و در حال حاضر توسط نوه پسری او دونالد ترامپ چهل و پنجمین رئیس‌جمهور آمریکا مدیریت می‌شود. در دوره ریاست جمهوری دونالد ترامپ دو پسر او دونالد ترامپ جونیور و اریک ترامپ مدیریت این کسب و کار خانوادگی را به عهده داشتند.